# バーンタークリー駅
バーンタークリー駅（バーンタークリーえき、タイ語:สถานีรถไฟบ้านตาคลี）は、タイ王国北部ナコーンサワン県タークリー郡にある、タイ国有鉄道北本線の駅である。

## 概要
バーンタークリー駅はタイ王国北部の人口約107万人が暮らすナコーンサワン県タークリー郡にある。当駅より1km程北方に国道1号線が東西に走っており、当駅より国道1号線にかけて市街地が広がっている。クルンテープ駅より193.02km地点に位置し、快速列車利用で4時間30分程度である。
当駅が所在するタークリー郡はナコーンサワン県内の国道1号線上では比較的主要な郡街であり、当駅も一等駅であるが、特急列車、急行列車は停車しない。1日に18本（9往復）の列車が発着しその内訳は快速4往復、普通5往復である。この内普通列車1往復は当駅が始発、終着である。また当駅を含むロッブリー駅より終点チェンマイ駅までは、単線区間である。

## 歴史
1897年3月26日にタイ官営鉄道最初の区間が、クルンテープ駅 - アユタヤ駅間に開業した。1900年12月21日に当初計画のナコンラチャシーマ駅まで完成した。この頃北本線をチエンマイまで整備する事なり、少しずつ延伸開業の後1905年10月31日にパークナムポー駅まで完成し、これに伴い当駅も開業した。当駅開業の約16年後の1922年1月1日に、チエンマイ駅までの全通完成を見た。
- 1897年3月26日 【開業】クルンテープ駅 - アユタヤ駅 (71.08km)
- 1897年5月1日  【開業】アユタヤ駅 - バーンパーチー駅 (18.87km)
- 1901年4月1日  【開業】バーンパーチー駅 - ロッブリー駅 (42.86km)
- 1905年10月31日【開業】ロッブリー駅 - パークナムポー駅 (117.75km)

## 駅構造
単式及び島式1面の複合型ホーム2面3線をもつ地上駅であり、駅舎はホームに面している。

## 駅周辺
- タークリーバスターミナル (600m)